# Kultainen kypärä

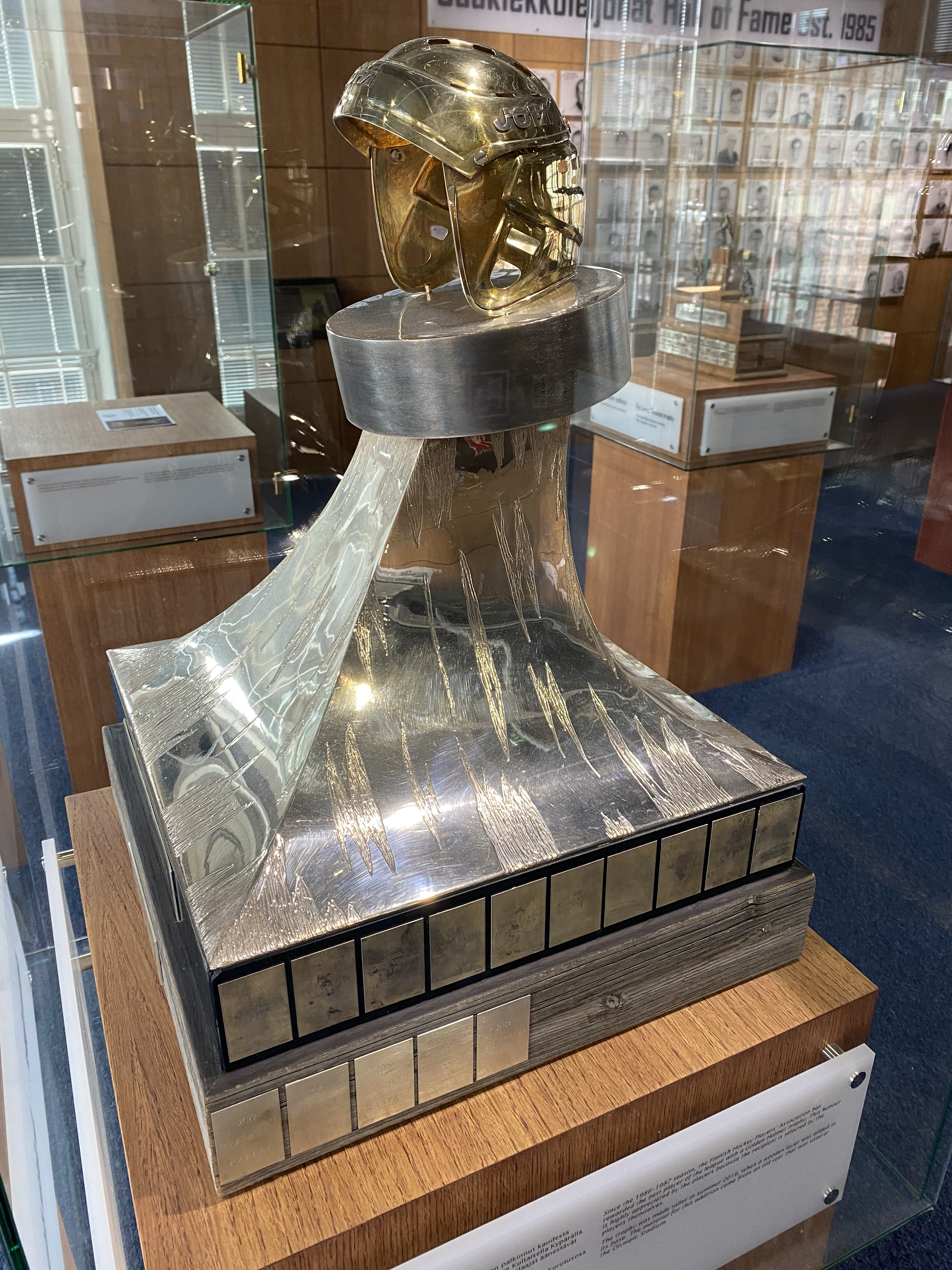
Kultainen kypärä

Kultainen kypärä („goldener Helm“) ist eine Eishockey-Auszeichnung der finnischen SM-liiga, die an den besten Spieler insgesamt vergeben wird. Sie wird seit 1987 verliehen. Der Preisträger dieser Trophäe wird von den SM-liiga-Spielern gewählt.

## Preisträger
| Saison  | Gewinner          | Team          |
| ------- | ----------------- | ------------- |
| 1986/87 | Pekka Järvelä     | JYP Jyväskylä |
| 1987/88 | Jarmo Myllys      | Lukko Rauma   |
| 1988/89 | Jukka Vilander    | TPS Turku     |
| 1989/90 | Jukka Tammi       | Ilves Tampere |
| 1990/91 | Teemu Selänne     | Jokerit       |
| 1991/92 | Mikko Mäkelä      | TPS           |
| 1992/93 | Juha Riihijärvi   | JYP           |
| 1993/94 | Esa Keskinen      | TPS           |
| 1994/95 | Saku Koivu        | TPS           |
| 1995/96 | Juha Riihijärvi   | Lukko         |
| 1996/97 | Kimmo Rintanen    | TPS           |
| 1997/98 | Raimo Helminen    | Ilves         |
| 1998/99 | Brian Rafalski    | HIFK          |
| 1999/00 | Kai Nurminen      | TPS           |
| 2000/01 | Kimmo Rintanen    | TPS           |
| 2001/02 | Janne Ojanen      | Tappara       |
| 2002/03 | Antti Miettinen   | HPK           |
| 2003/04 | Timo Pärssinen    | HIFK          |
| 2004/05 | Tim Thomas        | Jokerit       |
| 2005/06 | Tony Salmelainen  | HIFK          |
| 2006/07 | Cory Murphy       | HIFK          |
| 2007/08 | Ville Leino       | Jokerit       |
| 2008/09 | Juuso Riksman     | Jokerit       |
| 2009/10 | Jori Lehterä      | Tappara       |
| 2010/11 | Ville Peltonen    | HIFK          |
| 2011/12 | Tomáš Záborský    | Ässät         |
| 2012/13 | Sakari Salminen   | KalPa         |
| 2013–14 | Michael Keränen   | Ilves         |
| 2014–15 | Kim Hirschovits   | Blues         |
| 2015/16 | Kristian Kuusela  | Tappara       |
| 2016/17 | Mika Pyörälä      | Kärpät        |
| 2017/18 | Julius Junttila   | Kärpät        |
| 2018/19 | Ville Leskinen    | Kärpät        |
| 2019/20 | Justin Danforth   | Lukko         |
| 2020/21 | Petri Kontiola    | HPK           |
| 2021/22 | Anton Levtchi     | Tappara       |
| 2022/23 | Michael Joly      | HPK           |
| 2023/24 | Jerry Turkulainen | JYP           |
| 2024/25 | Atro Leppänen     | Vaasan Sport  |

### Preisträger nach Mannschaften
- 7 Preisträger: TPS
- 5 Preisträger: HIFK
- 4 Preisträger: Jokerit, Tappara
- 3 Preisträger: Ilves, Kärpät, Lukko, HPK, JYP
- 1 Preisträger: Ässät, Blues, KalPa, Vaasan Sport